# Провінція Дева
Провінція Дева (яп. 出羽国 — дева но куні, ідева но куні, «країна Дева»; 羽州 — усю, «провінція Дева») — історична провінція Японії у регіоні Тохоку. Відповідає сучасним префектурам Ямаґата і Акіта, за винятком міст Кадзуно і Косака.

## Короткі відомості
До 8 століття на територіях Дева проживало автохтонне населення — племена еміші. Вони були завойовані японцями, а на їхніх землях у 708 році було створено повіт Дева у складі провінції Етіґо. У 712 році цей повіт було піднято до статусу провінції.
У 10—12 століттях провінцією Дева і усім регіоном Тохоку правив рід «північних» Фудзівара, які частково походили від знатних родів автохтонів еміші.
У 16 столітті, під час періоду Сенґоку, південні повіти провінції Дева належали роду Моґамі, а північні — роду Акіта. Вони обидва взяли участь у битві при Секіґахара на боці Токуґави Іеясу, але винагороджені за це не були.
У період Едо (1603—1867) провінція Дева була розділена на ряд дрібних володінь, які контролювали роди Сакаї, Сатаке, Іванарі, Тодзава та Уесуґі. Під час війни років Босін більшість із цих родин захищали сьоґунат і зазнали поразки.
У 1869 році провінція Дева була розділена на дві — Удзен (羽前国, «передня Дева») і Уґо (羽後国, «задня Дева»). На основі першої у 1871 році була утворена префектура Ямаґата, а на основі другої — префектура Акіта.

## Повіти
- Акіта 秋田郡
- Акумі 飽海郡
- Ідева 出羽郡
- Кавабе 河辺郡
- Оґаті 雄勝郡
- Окітаматі 置賜郡
- Моґамі 最上郡
- Мураяма 村山郡
- Таґава 田川郡
- Хірака 平鹿郡
- Ямамото 山本郡